# 小行星984
小行星984（984 Gretia）是一颗围绕太阳公转的小行星。
該小行星以德國天文學家阿爾布萊希特·卡爾斯泰特（Albrecht Kahrstedt）的姻親格瑞蒂亞（Gretia）命名。

## 参数
这颗小行星的绝对星等为9.03等，自转周期为5.778小时。